# Pipistrellus ceylonicus
Pipistrellus ceylonicus (Kelaart, 1852) è un pipistrello della famiglia dei Vespertilionidi diffuso nell'Ecozona orientale.

## Descrizione

### Dimensioni
Pipistrello di piccole dimensioni, con la lunghezza della testa e del corpo tra 45 e 64 mm, la lunghezza dell'avambraccio tra 33 e 42 mm, la lunghezza della coda tra 30 e 45 mm, la lunghezza del piede tra 6 e 11 mm, la lunghezza delle orecchie tra 9 e 14 mm e un peso fino a 8 g.

### Aspetto
Le parti dorsali variano dal bruno-grigiastro al castano o bruno-dorato, mentre le parti ventrali sono biancastre. Il muso è largo, con due masse ghiandolari sui lati. Gli occhi sono piccoli Le orecchie sono triangolari, ben separate tra loro e con l'estremità arrotondata. Il trago è corto, con il margine anteriore diritto, quello posteriore convesso, l'estremità piegata in avanti e un lobo triangolare alla base posteriore. Le membrane alari sono marroni scure. Le ali sono attaccate posteriormente sui metatarsi. La punta della lunga coda si estende per circa un millimetro oltre l'ampio uropatagio. Il calcar è lungo e provvisto di una carenatura ben sviluppata.

### Ecolocazione
Emette ultrasuoni ad alto ciclo di lavoro sotto forma di impulsi di breve durata a frequenza modulata iniziale di 40,2-91,3 kHz, finale di 31-42,62 kHz e massima energia a 34,9-45,5 kHz.

## Biologia

### Comportamento
Si rifugia singolarmente o in gruppi fino a qualche centinaio di individui negli edifici sia rurali che urbani, cavità degli alberi, grotte, pozzi e templi antichi. L'attività predatoria inizia presto la sera. Il volo è basso al suolo e manovrato.

### Alimentazione
Si nutre di insetti, particolarmente scarafaggi, falene e mosche catturati in volo.

### Riproduzione
Danno alla luce un piccolo alla volta due piccoli alla volta dopo una gestazione di 50-55 giorni. Le femmine trattengono lo sperma nei periodi invernali. Vengono svezzati dopo un mese di vita.

## Distribuzione e habitat
Questa specie è diffusa nell'Ecozona orientale dal Pakistan sud-orientale e orientale, attraverso l'India e la Cina meridionale fino al Vietnam settentrionale. È inoltre presente sulle isole dello Sri Lanka, Hainan e nel Borneo.
Vive in diversi tipi di habitat, dalle regioni aride alle foreste umide montane fino a 2.153 metri di altitudine.

## Tassonomia
Sono state riconosciute 7 sottospecie:
- P.c.ceylonicus: Sri Lanka;
- P.c.borneanus (Hill, 1963): stato malese di Sabah, nel Borneo settentrionale;
- P.c.indicus (Dobson, 1878): Andhra Pradesh, Bihar, Goa, Jharkhand, Karnataka, Kerala, Madhya Pradesh, Maharashtra, Rajasthan, Tamil Nadu e West Bengal; Bangladesh;
- P.c.raptor (Thomas, 1904): Vietnam settentrionale; provincia cinese dello Guangxi;
- P.c.shanorum (Thomas, 1915): Myanmar settentrionale;
- P.c.subcanus (Thomas, 1915): province pakistane del Sind e Punjab, stato indiano del Gujarat;
- P.c.tongfangensis (Wang, 1966): isola di Hainan.

## Conservazione
La IUCN Red List, considerato il vasto areale, la popolazione presumibilmente numerosa, la presenza in diverse aree protette e la tolleranza alle modifiche ambientali, classifica P.ceylonicus come specie a rischio minimo (Least Concern)).